# Vicent d'Eivissa
Vicent —Vicentium en llatí— fou un bisbe d'Eivissa, actiu en una data incerta situada entre finals del segle vi i principis del segle vii, durant el període de les Illes Balears sota l'Imperi Romà d'Orient. És el segon bisbe d'Eivissa documentat després d'Opilió. La seva existència és coneguda per una carta del bisbe Licinià de Cartagena, que respon a la consulta que li havia enviat prèviament Vicent, la qual no s'ha conservat.
La resposta de Licinià, però, informa de manera suficient del seu contingut: A Vicent li havia arribat una carta del cel, escrita per Jesucrist, en la qual l'instava a observar el diumenge, evitant qualsevol treball, fins i tot l'elaboració de menjars, o iniciar viatges. Una vegada coneguda, Vicent la feu llegir a l'ambó del temple eivissenc. Licinià s'indignà pel contingut de la carta i de la còpia de la carta del cel adjunta, que esqueixà, i va reprendre severament a Vicent per haver-hi cregut i haver-la difós, acusa la proposta de judaitzant, a causa del seu paral·lelisme amb el sàbat jueu, i nega que després del Nou Testament, Jesús faci noves revelacions, si no és mitjançant l'Esperit Sant. Finalment l'insta a esmenar la seva conducta, a esqueixar públicament la carta del cel i a detestar qualsevol missatge diví que no procedeixi de les escriptures.

## Importància historiogràfica
La carta de Licinià, ens dona les primeres referències concretes sobre l'església eivissenca, de la qual només hi havia el precedent del nom del bisbe Opilió. Per ella es documenta l'existència d'un temple amb ambó o trona i la d'una comunitat cristiana, també s'hi pot deduir la interacció amb el judaisme insular, completant el panorama que, d'una manera més detallada, aporta l'epístola del bisbe Sever de Menorca i, de manera menys confirmada, l'existència d'un bisbe mallorquí amb el nom hebreu d'Elies.
Per una altra banda, la carta de Licinià és l'únic testimoni adduït per la historiografia hispànica per suposar el caràcter metropolità del Bisbat de Cartagena, més tard traslladat a Toledo, a causa del domini romà d'Orient de la primera ciutat.
Josep Amengual i Batle ha qüestionat la prova, sense negar el possible caràcter metropolità del bisbat, al·legant que:
- La carta no està datada, per la qual cosa no es pot afirmar que Licinià fos bisbe en el moment de la seva redacció. De fet es conserva una altra carta del mateix autor, anterior a ser elevat a la dignitat episcopal, que té paral·lelismes formals amb la de Vicent.
- No hi ha cap element en ella que testimonií una autoritat jurídica, sinó espiritual. Per tant, és perfectament compatible amb la correspondència que es podia mantenir amb un conseller personal o amb una autoritat moral reconeguda, cosa ben freqüent a l'època.
- Cap altre document des de l'Imperi Romà fins a la dominació romana d'Orient indica la subordinació religiosa de les esglésies de les Illes Balears a cap bisbat peninsular, i sí a la de Sardenya.